# Svend Asmussen
Pour les articles homonymes, voir Asmussen.
Svend Asmussen est un violoniste danois (et, très accessoirement chanteur), né à Copenhague (Danemark) le 28 février 1916 et mort le 7 février 2017 à Dronningmølle (en). Il est surnommé « The fiddlin' Viking ».

## Biographie

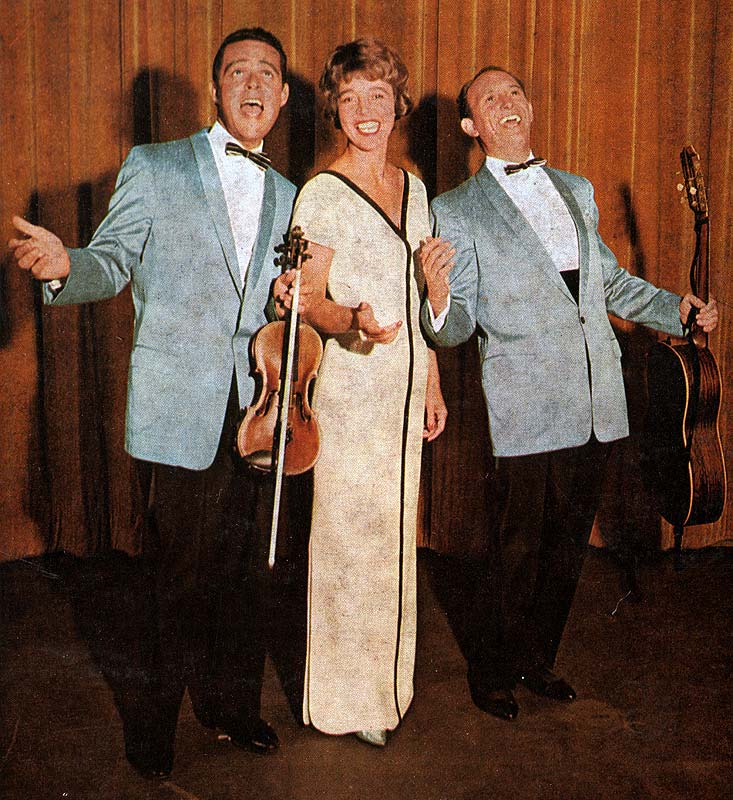
The Swe-Danes : Svend Asmussen (à gauche), Alice Babs (au centre) et Ulrik Neumann en 1961.

Élève violoniste dès sept ans, Svend Asmussen devient rapidement professionnel (chef d'orchestre en 1932), il enregistre en 1935, accompagnateur des Mills Brothers en 1938 pour leur tournée européenne, de Joséphine Baker la même année, de Valaida Snow en 1939, naviguant entre variétés et jazz orthodoxe, surtout après la guerre (par exemple dans le trio The Swe-Danes – avec Alice Babs - triomphe aux USA en 1959). Mais l'essentiel de son activité est vouée au jazz. Il enregistre avec de nombreux leaders prestigieux : Duke Ellington, John Lewis, Django Reinhardt, Stéphane Grappelli, Ray Nance, Stuff Smith (il affectionne les amicaux « chases »  de violon). Il tourne dans le monde entier, mais sa renommée dans la patrie du jazz ne dépassa jamais un cercle d'initiés.
Il meurt le 7 février 2017 à l'âge de 100 ans.

## Style
Son jeu emprunte à la fois à d'Eddie South et à Stuff Smith, mais il ajoute à ces influences une élégance toute personnelle, et sait agrémenter ses prestations par une humour de bon aloi et des dons de poly-instrumentiste (piano, vibraphone, guitare, contrebasse).
La seule perplexité concerne la signification des titres, parfois cauchemars typographiques tels que Jeg har så mange ønsker, Ræk mig din hånd ou Det vore synd att dö än.
Même son nom pose des problèmes, puisque 3 590 sites adoptent[Quand ?] l'orthographe fautive : « Sven Asmussen »

## Discographie sélective
- 1946 : Svend Asmussen (Angel)
- 1953 : Hot fiddle (Brunswick)
- 1955 : Svend Asmussen and his Unmelancholy Danes
- 1955 : Svend Asmussen and his Unmelancholy Danes, vol. 2 (Angel)
- 1955 : Skol! (Epic)
- 1959 : Danish imports: Intimate jazz by two of Europe's favorites (Warner Brothers)
- 1962 : European Encounter (Atlantic)
- 1965 : Two of a kind (Storyville)
- 1978 : Prize winners (Matrix)
- 1983 : String swing (Sonet)
- 1983 : June night (Doctor Jazz)
- 1984 : Svend Asmussen at Slukafter [live] (Phontastic)
- 1989 : Fiddler supreme (Intim Musick)
- 1999 : Fit as fiddle (Dacapo)
- 2002 : Still fiddling (Storyville)

et de multiples rééditions.

## Filmographie
- 1952 : Drömsemester de Gösta Bernhard, avec Alice Babs